# Chikka-Ujjini, Jagalur
Chikka-Ujjini là một làng thuộc tehsil Jagalur, huyện Davanagere, bang Karnataka, Ấn Độ.